# Mladen Josić

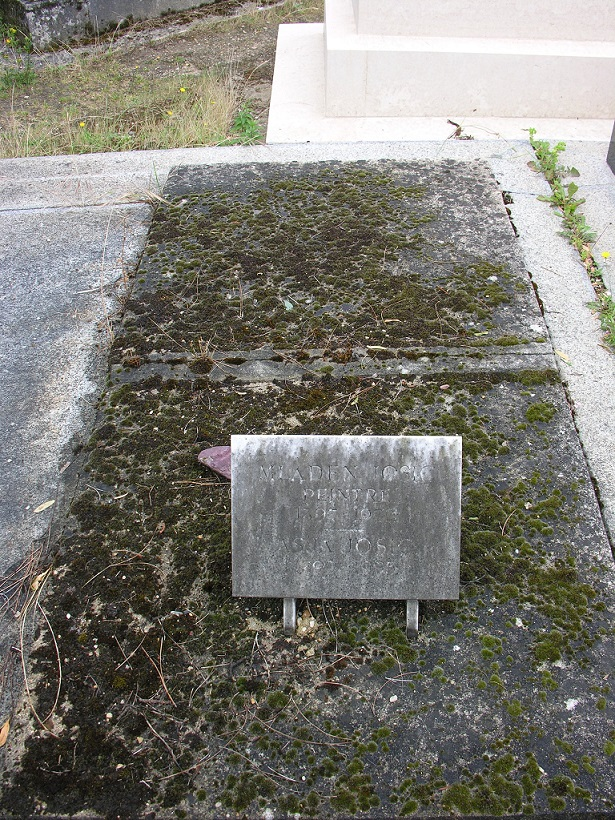
Sépulture de Mladen Josić.

Mladen Josić (1897-1972), en serbe cyrillique Младен Јосић, est un peintre serbe et yougoslave.

## Biographie
En 1920, il est élève à l'Académie de la Grande Chaumière d'Antoine Bourdelle. Rentré en Yougoslavie, il se fait construire à Belgrade un atelier par l'architecte Dragiša Brašovan, il y peint les portraits de Pierre Ier de Serbie et de Alexandre Ier de Yougoslavie. En 1937, il ouvre l’« École d’art Josic », qui sera fermée par le gouvernement de Tito en 1950.
D'abord inspiré par le cubisme, il se rapproche plus tard du réalisme. Il fut influencé par Cézanne et Gauguin.
Il est enterré avec sa femme Asja Josić au cimetière du Montparnasse à Paris. Son fils, Alexis Josić, est architecte et peintre.

## Œuvres
- Cathédrale de Dubrovnick, huile sur toile, 60 × 80 cm., 1953

## Source
- Bénédicte Chaljub, Entretien avec Alexis Josić